# A Most Beautiful Thing
A Most Beautiful Thing è un documentario del 2020, scritto e diretto da Mary Mazzio, che racconta la storia della prima squadra scolastica di canottaggio negli Stati Uniti d'America composta interamente da afroamericani.
Il film è ispirato dall'autobiografia di Arshay Cooper, uscita nel 2015 col titolo Suga Water e poi ripubblicata col medesimo titolo del documentario nel 2020.

## Trama
A Most Beautiful Thing segue la storia della prima squadra di canottaggio afroamericana di una scuola superiore pubblica negli Stati Uniti. Costituita negli anni '90 alla Manley High School e con sede nel West Side di Chicago, la squadra era composta da ragazzi, molti dei quali erano membri di bande rivali.
Riunitasi dopo 20 anni, la squadra è tornata in acqua per prepararsi alla Chicago Sprints 2019, la più importante regata di canottaggio del Midwest. Nel corso degli allenamenti, Arshay Cooper, il capitano della squadra, prese ispirazione dal passato rivolgendosi al dipartimento di polizia di Chicago per dimostrare come il canottaggio possa riunire anche le persone con background più disparati.

## Accoglienza
Il documentario è stato accolto molto positivamente dalla critica. L'aggregatore di recensioni Rotten Tomatoes riporta il 100% di recensioni positive, con un punteggio di 8,2/10 basato su 17 recensioni.

## Riconoscimenti
A Most Beautiful Thing ha ricevuto una nomination come miglior documentario alla 25ª edizione dei Satellite Awards.